# SR Roosendaal
SR Roosendaal of Mikro-Electro Roosendaal is een volleybalvereniging uit Roosendaal. Mikro-Electro is de naam van de hoofdsponsor, terwijl SR Roosendaal de echte naam van de vereniging is. Het eerste heren- en damesteam van de vereniging komen uit in de Eerste Divisie.